# Åke Olofsson (författare)
Sven Åke Olofsson, född 23 september 1941 i Örnsköldsvik, är en svensk lärare, redaktör, barnboksförfattare och nykterhetsivrarare.
Åke Olofsson har under ett tjugotal år arbetat på Förlaget Filadelfia i Stockholm där han var pedagogisk ledare och projektansvarig i arbetet med att ta fram ledarmaterial för barn och ungdomar. Han arbetade också med barn- och ungdomstidningar och var exempelvis redaktör för barntidskriften "Träff för dej och dina kompisar" under perioden 1974 till 1979. Han har också skrivit en rad barnböcker.
År 1993 återgick han till läraryrket, vilket han ursprungligen utbildat sig till, och var bland annat verksam vid Hedvig Eleonora skola i Stockholm.
I dag är han är engagerad i kristna nykterhetsrörelsen Vita nykter där han även ingår styrelsen.
Han gifte sig sent, först efter passerade 50 år, med Gun-Britt Sixtensson (född 1949).